# Sámuel Andrád
Sámuel Andrád de Bártos (n. ? 1751, Bártos- d. 31 august 1807, Sepsiszentgyörgy) a fost un scriitor, povestitor și traducător maghiar din Transilvania.